# Kōichirō Harada
Kōichirō Harada (jap. 原田 耕一郎, Harada Kōichirō; * 1941 in Japan) ist ein japanischer Mathematiker, der sich vor allem mit endlichen Gruppen beschäftigt.
Harada kam 1968 in die USA, wo er bis 1970 am Institute for Advanced Study war. 1972 promovierte er an der Universität Tokio. Er ist seit 1971 an der Ohio State University, wo er Professor wurde und den Rest seiner Karriere blieb.
Harada spielte Anfang der 1970er Jahre in Zusammenarbeit mit Daniel Gorenstein eine wichtige Rolle im Klassifizierungsprogramm der endlichen einfachen Gruppen, als Gorenstein eine Strategie für ein solches Programm entwarf. Erste Frucht dieser Zusammenarbeit war eine Monografie, die 1974 erschien.
Eine Sporadische Gruppe ist nach ihm und Simon Norton benannt, eine Untergruppe der Monstergruppe, die beide untersuchten, Harada 1973 in Cambridge (und ebenso Norton). Beide veröffentlichten darüber 1975. Harada befasste sich auch mit Vertex-Operatoralgebren, die von Igor Frenkel, James Lepowsky, Arne Meurman für Darstellungen der Monstergruppe benutzt wurden, die zuvor entdeckte Beziehungen der Mondscheineigenschaften von Modulformen zur Monstergruppe erklärten.
2000 erhielt er den Algebra-Preis (daisūgaku-shō) der Japanischen Mathematischen Gesellschaft (als insgesamt siebter Preisträger).

## Schriften
- mit Daniel Gorenstein: Finite simple groups whose 2-subgroups are generated by at least 4 elements. Memoirs AMS 1974
- On the simple group F of order 214 · 36 · 56 · 7 · 11 · 19. Proc. Group Theory Conference in Park City, Utah, 1975, S. 119–276
- Some elliptic curves arising from the Leech lattice. Journal of Algebra, Bd. 125, 1989, S. 289–310
- Monster. Iwanami Publishing, 1999, japanisch (Buch über die Monstergruppe)